# Pedernales (Buenos Aires)
Pedernales es una localidad del partido de Veinticinco de Mayo, provincia de Buenos Aires, Argentina.

## Población
Cuenta con 1432 habitantes (Indec, 2010), lo que representa un incremento del 4 % frente a los 1369 habitantes (Indec, 2001) del censo anterior.
| Gráfica de evolución demográfica de Pedernales entre 1991 y 2010 |
|                                                                  |
| Fuente: Censos nacionales del INDEC                              |

## Proyecto de colocar una estación transmisora TDA
En octubre de 2010, la Plataforma Nacional de Televisión Digital Terrestre fue declarada de interés público por medio del Decreto N.º 364/2010 del Poder Ejecutivo Nacional.
El Gobierno argentino ordenó la entrega gratuita de decodificadores y antenas receptores de señales bajo la norma ISDB-Tb con el fin de promover la recepción de canales en la TDT en hogares con televisores analógicos. 
Con la idea de fomentar e incentivar el aumento de habitantes en Pedernales se proyecto para 2022 activar una antena repetidora TDA. Aunque aun debe ser autorizada por el Partido de Veinticinco de Mayo